# 1727 az irodalomban
Az 1727. év az irodalomban.

## Új művek

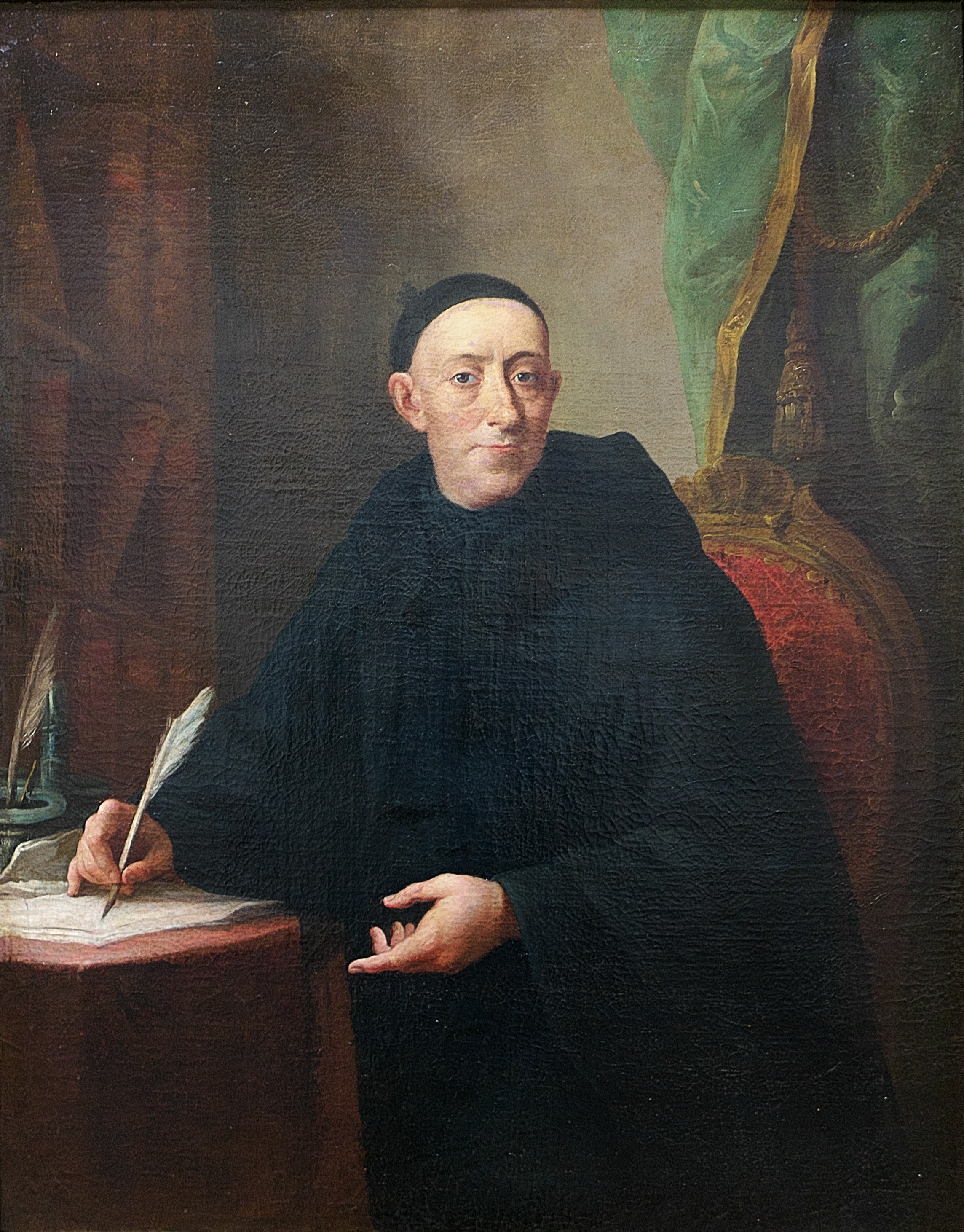
Benito Jerónimo Feijóo y Montenegro

- James Thomson skót költő The Seasons (Az évszakok) című nagy költeményének második része (Summer).
- Benito Jerónimo Feijóo y Montenegro spanyol tudós, esszéíró, bencés rendi szerzetes darabjait és tanulmányait Teatro crítico universal (Kritikai világszínház) címmel adja közre (1726–1740)

## Halálozások
- június 8. – August Hermann Francke német evangélikus lelkész, teológus, egyházi író (* 1663)